# Przysieka (województwo małopolskie)
Przysieka – wieś w Polsce, położona w województwie małopolskim, w powiecie miechowskim, w gminie Kozłów.
W latach 1975–1998 miejscowość położona była w województwie kieleckim.
W miejscowości znajduje się leśniczówka Tunel oraz rezerwat przyrody Kępie.
Z Przysieki pochodzi Witold Bień, polski ekonomista, prezes Narodowego Banku Polskiego.

## Integralne części wsi
| SIMC    | Nazwa      | Rodzaj    |
| ------- | ---------- | --------- |
| 0245470 | Kozinki    | część wsi |
| 0245486 | Pod Lasem  | część wsi |
| 0245492 | Stara Wieś | część wsi |
| 0245500 | Wiśniówka  | część wsi |
| 0245517 | Za Stacją  | część wsi |

## Historia
Podczas II wojny światowej do wsi wkroczyli Ukraińcy z dywizji SS-Galizien. W odwecie za działalność oddziału AK „Dzięcioła” zamordowali 7 osób oraz spalili 22 zabudowania gospodarcze.
W początkach XX wieku w Przysiece znajdowała się kaplica Starokatolickiego Kościoła Mariawitów w domu Mikołaja Podsiadło. Miejscowi mariawici należeli do parafii mariawickiej w Dąbrowie Górniczej. W późniejszym okresie kaplica została urządzona w domu rodziny Skrzypicielów w pobliskim Bogdanowie, gdzie ulokowano niewielki cmentarz wyznaniowy. 